# Karl Köster (Maler)
Karl Köster (* 1. September 1883 in Mönchengladbach; † 2. März 1975 in Boisheim) war ein deutscher Maler und Grafiker. Er gilt als bedeutender Buchgestalter, der vor dem Ersten Weltkrieg für renommierte Verlage arbeitete und unter anderem die Gestaltung der Reihe der „Die Blauen Bücher“ prägte.

## Leben und Werk
Karl Köster war das älteste Kind eines Schuhmachermeisters. Er machte eine Lehre als Lithograf und besuchte dann die Kunstgewerbeschule Düsseldorf; sein Hauptlehrer war Fritz Helmuth Ehmcke, der ihn an den Arbeiten für ein Projekt zur Weltausstellung 1904 in St. Louis beteiligte und ihn zu Arbeiten der angewandten Kunst führte. Für seine Bucheinbände erhielt er auf der Deutschen Kunst- und Gewerbeausstellung 1906 in Dresden die Silbermedaille. In seiner Studienzeit war er mit August Macke befreundet. Von 1907 bis 1958 war er als Buchgestalter für den Karl-Robert Langewiesche-Verlag tätig. Er prägte das Erscheinungsbild der populären „Blauen Bücher“ durch eine klassisch-gediegene Gestaltung, die einen gehobenen Anspruch vermittelte und den Zielen des Deutschen Werkbundes entsprach. 1912 wurde Köster zum Mitglied im „Verein Deutsche Buchgewerbekünstler“ ernannt. Von 1910 bis 1918 lebte Köster mit Unterbrechungen in München. Er studierte dort ab 1915 an der Kunstakademie und machte unter anderem Buchgestaltungen für den Insel Verlag und den Bruckmann Verlag.
1921 heiratete er, zog nach Schaag und begann seine Malerei mit den Niederrhein-Motiven, die viele seiner ungefähr 300 Gemälde zum Inhalt haben. Er gestaltete Altarräume; 1934 übernahm er zum Beispiel die farbliche Innenraumgestaltung der Kaldenkirchener Pfarrkirche. Von 1935 an lebte er in Boisheim, heute ein Ortsteil der Stadt Viersen. Künstlerisch hatte er sich nur bis in die 1920er Jahre weiterentwickelt, er verharrte dann in selbst gewählter Abgeschiedenheit und einfachem Naturverständnis und seine Malerei galt nach dem Zweiten Weltkrieg als „völlig unzeitgemäß“. Vom Spätimpressionismus beeinflusst, bemühte er sich „um einen harmonischen, häufig lyrischen Gesamteindruck“. Zahlreicher und bedeutender sind seine Buchgestaltungsarbeiten, vor allem zu den Reihen der „Blauen Bücher“ und der Langewiesche Bücherei „Eiserner Hammer“, diese befinden sich heute im Langewiesche-Archiv in Königstein. Köster war Hausgrafiker des Volksverein-Verlags Mönchengladbach und des Langewiesche-Verlags. Er gehörte der 1951 gegründeten Mönchengladbacher Künstlergruppe „Die Planke“ an. Arbeiten Kösters befinden sich in Sammlungen des Mönchengladbacher Museums Abteiberg, der Städtischen Galerie im Park Viersen und des Museums Katharinenhof in Kranenburg.

## Ausstellungen (Auswahl)
- 1918: Städtisches Museum Mönchengladbach
- 1922: Kaiser-Wilhelm-Museum, Krefeld
- 1925: Aachener Jahrtausendausstellung
- 1932: Städtisches Museum Velbert
- 1938: Haus der Kunst, Mönchengladbach
- 1951: Festhalle Viersen
- 1953: Burg Ingenhoven, Lobberich
- 1953: Städtisches Kramer-Museum, Kempen
- 1955: Brunssum, Niederlande
- 1963/64: Städtisches Museum (Nachfolger: Museum Abteiberg), Mönchengladbach
- 2008: Städtische Galerie im Park Viersen

## Sekundärliteratur
- Köster, Karl. In: Hans Vollmer (Hrsg.): Allgemeines Lexikon der bildenden Künstler des XX. Jahrhunderts. Band 3: K–P. E. A. Seemann, Leipzig 1956, S. 82 (Textarchiv – Internet Archive – Leseprobe).
- Johann Heinrich Gillessen: Karl Köster. Ein Maler des Niederrheins. In: Heimatbuch des Kreises Kempen-Krefeld. Kempen 1953
- Gabriele Klempert: Die Welt des Schönen. Eine hundertjährige Verlagsgeschichte in Deutschland: Die Blauen Bücher 1902–2002. Königstein im Taunus 2002, ISBN 3-7845-3570-4
- Barbara Maiburg: Kante und Planke. Künstlergruppen in Mönchengladbach. Mönchengladbach 2000
- Joseph Popp: Karl Köster als Buchkünstler. In: Die Kunst. Nr. 20, 1909
- Wilhelm Schmidtbonn: Karl Köster. In: Die Rheinlande. Monatsschrift für deutsche Kunst und Dichtung. Düsseldorf. Heft 12, 1911
- Eva-Maria Willemsen: Karl Köster 1883–1975. Hans Füsser 1898–1959. Leben und Werk niederrheinischer Künstler. Schriftenreihe der Stiftung „Natur und Kultur“ Kreis Viersen der Sparkasse Krefeld. Bd. 6, Krefeld 2008, ISBN 978-3-933969-92-7